# Forsteronia elachista
Forsteronia elachista är en oleanderväxtart som beskrevs av Sidney Fay Blake. Forsteronia elachista ingår i släktet Forsteronia och familjen oleanderväxter. Inga underarter finns listade i Catalogue of Life.